# Sor Ana de la Trinidad
Ana de Arellano y Navarra, más conocida como Sor Ana de la Trinidad (Alcanadre, 1577-Calahorra, 2 de abril de 1613), fue una monja carmelita, mística y poeta española.

## Vida
Hija de Juan de Arellano y de Juana de Ureta, señores de Alcanadre, Ausejo y Murillo de Río Leza, fue bautizada el día 29 de julio de 1577 habiendo nacido en el palacio señorial adosado a la iglesia de Alcanadre. Culminó como seglar su formación espiritual y humana en el Real Monasterio de Santa María de Herce, cisterciense de monjas bernardas, donde sintió la llamada al Carmelo. Sin embargo, sus padres se opusieron a su deseo de ingresar en la orden carmelitana y por ello, después de diversos enfrentamientos, decidió huir, en la noche del uno de agosto de 1601, al convento de Calahorra. Las monjas de Calahorra, estando avisadas, enviaron personal a Herce para que la acompañaran en el viaje. En dicha huida resultó interceptada por el conde de Aguilar, Ramírez de Arellano, familiar suyo, que la encarceló junto a varios de sus colaboradores en Santo Domingo de la Calzada, aunque también pudo llevarla a casa de su padre a Alcanadre. Ese mismo año, sus padres acabaron cediendo y pudo ingresar en el Carmelo de Calahorra a los 24 años. 
De delicada salud, por un accidente sufrido de pequeña, Ana murió a los 36 años en su celda carmelita de Calahorra, habiendo encargado a una compañera suya, Isabel de Jesús, que quemara todos sus escritos. Para entonces, afortunadamente, su antigua Superiora, Cecilia del Nacimiento, había llevado consigo a Valladolid, donde había sido trasladada en 1610, 18 sonetos que la propia Ana le había entregado al despedirse en un cuadernillo de bolsillo y uno más que había conservado entre sus papeles. 

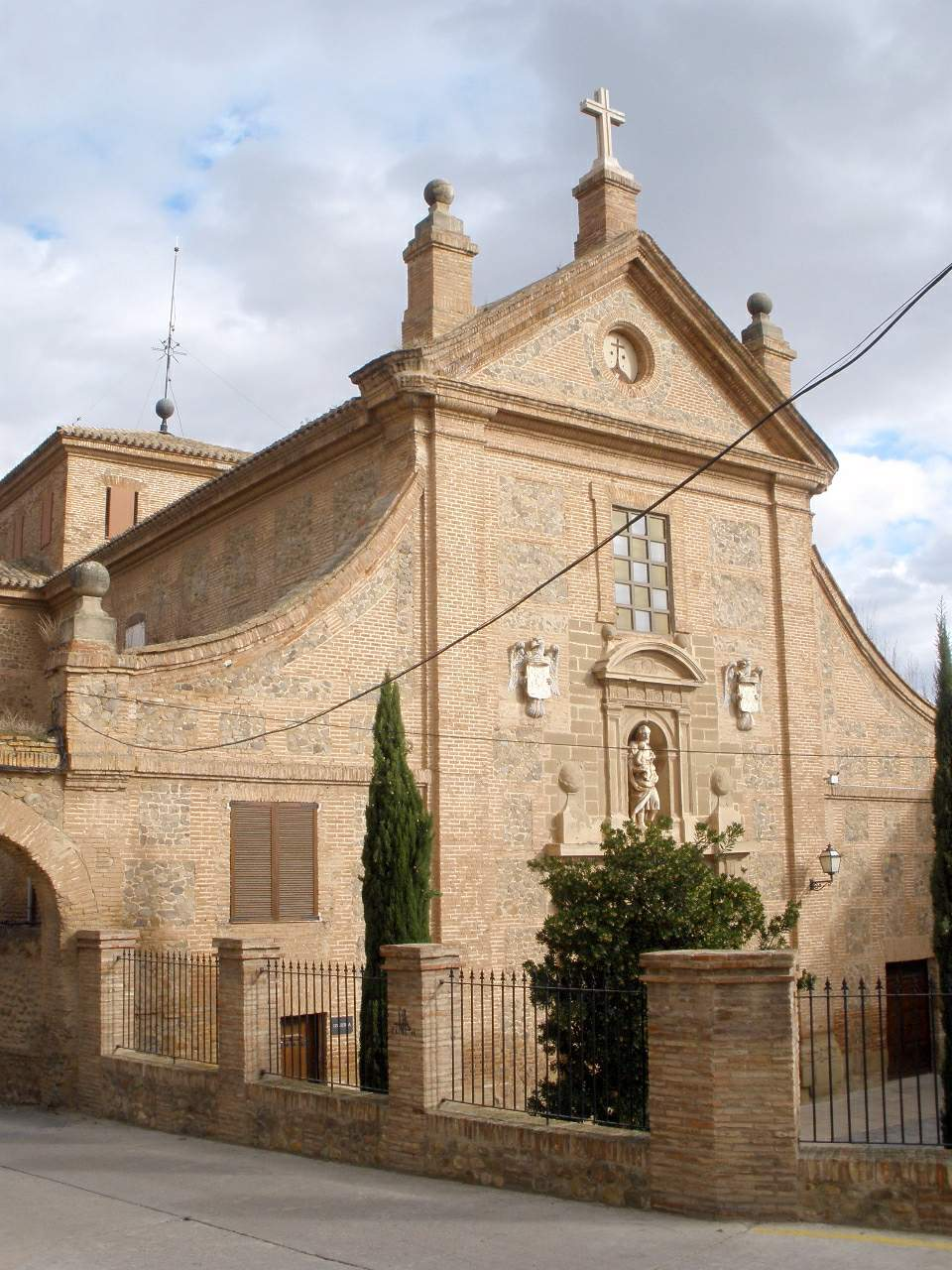
Portada y parte del Arco de las monjas del monasterio de HH. Carmelitas Descalzas de San José de Calahorra donde escribió y vivió sus doce últimos años

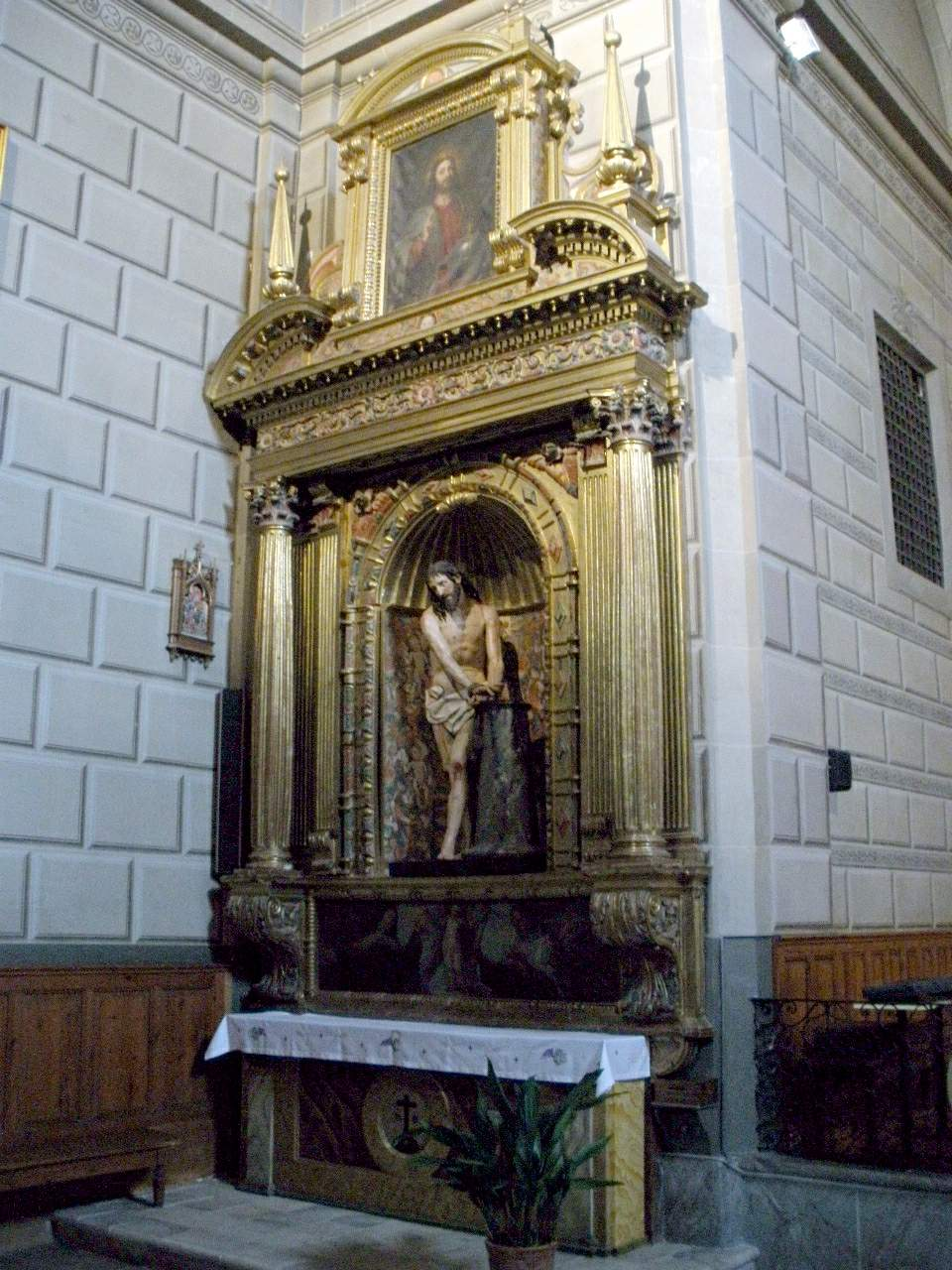
Cristo Atado a la Columna de Gregorio Fernández en el monasterio calagurritano

En su reducida obra destaca la influencia, evidentemente, de Santa Teresa de Jesús y San Juan de la Cruz, sobre todo respecto a este último, con su Cántico espiritual es clara la semejanza en cuanto temas, estilo y tono lírico, además de la Biblia, su experiencia propia y la cultura popular. El cuadernillo original de sor Ana pertenece hoy día a D. José María Cáraves en el pueblecito santanderino de Soto de la Marina.

## Obra
Su empleo del soneto supone un hito en la literatura mística española pues ni Santa Teresa de Jesús ni San Juan de la Cruz recurrieron tanto a esta forma compositiva prefiriendo otras más fáciles de cantar, como la lira. Así, sor Ana parece retomar la tradición petrarquista. Pulcritud, expresividad, sensibilidad, sensualismo, dulzura caracterizan su poesía. Además, en ella destaca la presencia constante del yo poético (habitualmente recogido en el último terceto) que expresa tanto su éxtasis divino como el sufrimiento de su existencia, así como la búsqueda de la soledad (quietismo) y el desprecio de la vida mundana. Así, la de sor Ana de la Trinidad es una poesía puramente íntima (llega a incluir datos autobiograficos, algo extraordinario para la poesía mística de su tiempo) que refleja el vivir desviviéndose teresiano, el desasosiego existencial del ser humano que busca lo divino, el desgarro de la lucha entre lo divino (real, espiritual, amado; habitualmente recogido en el primer cuarteto) y lo humano (aparente, carnal, odiado; segundo cuarteto) mediante antítesis, oposiciones y paradojas. Por otra parte, sus sonetos, también son muestra del pensamiento teresiano que defiende la contemplación tranquila y el abrirse a Dios (cuyo encuentro se busca y ansía) en la oración callada propios de la vía iluminativa, igualmente son una oda a la humildad vencedora de la soberbia. 
Es algo también original que la propia lengua sea un tema de sus sonetos (función metalingüística) para poder así meditar sobre lo inefable, lo misterioso, sobre la insuficiencia de la lengua humana para hablar de lo divino intentando descifrar lo desconocido. Asimismo es algo innusual que sor Ana nombre directamente al amado (Jesús) en repetidas ocasiones, mientras que los poetas místicos tendían a silenciarlo. 
Sus multívocos poemas presentan un lenguaje veloz y enfático aunque condensado, enigmático, culterano, abstracto y conceptual. Recurre a la repetición, a la aliteración, al epíteto amplificador, a las exclamaciones e interrogaciones retóricas. Finalmente, en su poesía podemos encontrar todos los tópicos literarios de la mística, probablemente más que en Santa Teresa de Jesús. Con todo su poesía es tan lírica como ético-teológica y supone un hito en la síntesis de la literatura culta y la popular, de la originalidad y la tradición.

## Fragmentos
Soneto 2. 
"más temiendo si me ama o aborrece

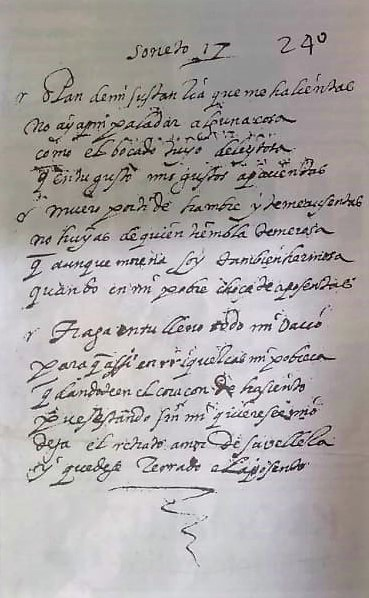
Soneto 17 manuscrito

crece el dolor creciendo la esperanza"

Soneto 3. Constituye la poetización de la experiencia mística (equiparada con un sueño y cuyo unto culminante es un punto de luz) y el transcendimiento. El poema es una enumeración de sensaciones y percepciones sensoriales humanas, de estados físicos y psíquicos culminada por una interrogación retórica.

Piadosa fuerza, vencimiento blando,

embebimiento y música süave,

licor precioso, gusto que a Dios sabe,

gloria insufrible, favorable mando,

raíz que mi sustancia está animando,

peregrina infusión y silbo grave,

ciencia que de experiencia el alma sabe,

fuego que en el crisol me está apurando,

virtud, omnipotencia, embestimiento,

tiniebla, noche oscura, bien amable,

toque que vuelve loco al que es más cuerdo,

silencio y pausa, luz, transcendimiento:

¿a quién iré que tus efectos hable,

oh, dulce sueño, donde me recuerdo?

Soneto 4. Supone la confirmación de Dios como único deseo y supremo bien para el yo poético.

En soledad, de todo enajenada

desnuda de mi ser y de mi vida,

para ser como fénix renovada

Soneto 11. Plantea, a través de una metáfora del diluvio que es la vida, la voluntad de una nueva vida espiritual, la trascendencia de lo terrenal a lo celeste cristiano.

Lluevan tormentos, penas y temores,

y cúbrame el diluvio de esta vida,

que la llama que en mi alma está prendida

no podran apagarla mis dolores.

[...]

que no me podré hallar en esta sierra

siendo mi amada patria el alto cielo

Soneto 12. Confirma la dificultad de alcanzar la unión mística, y todo él es un anhelo de llegar a Dios.

¡Oh, breve tiempo de mi larga pena,

dulce devanear de pensamiento!

¿Quién abrirá los ojos a la vida?

Soneto 14. Confesión de un amor divino al que se quiere llegar pero que, por su condición de ser mortal y terrenal, le es imposible alcanzar. Lo inefable de la experiencia mística.

¿Cómo mi lengua torpe, enmudecida,

metida en alto mar de amor profundo,

sin entender la causa en que me fundo

hablará de su alteza desmedida?

Hallo mi navecilla sumergida,

y si la orilla busco, más me hundo,

que no hay lenguaje o nombres en el mundo

a que compare cosa tan subida.

¿Quién dijera que un Niño de hoy nacido

mi baja musa hace perder de vuelo?,

¿mas, qué mucho si en su ser infundido

tiene el objeto de un amor sin suelo?.

Más queda inaccesible y escondido

cuanto más le descubre el mortal velo.

Soneto 16. 

Todo lo que acontece en esta vida,

historia es con que el tiempo se ha pasado;

pues tu vacío nada le ha llenado,

vuela vacío, el alma desasida.